# 牙醫學系
牙醫學系是許多設有醫學院的大學，所具備的主修之一。目前國內外大多獨立為牙醫學院或口腔醫學院。

## 歷史

### 臺灣

#### 日治時代
只有台北病院（現臺大醫院）有牙科（齒科）的設置。

#### 中華民國政府遷臺前
牙科教育始於國防醫學院的牙醫學系（1941年創立，1949年遷台）。

#### 中華民國政府遷臺後
本土院校創設牙醫學系的時間如下：國立臺灣大學（1955年）、高雄醫學大學（1957年）、中山醫學大學（1960年）、台北醫學大學（1960年）、國立陽明交通大學（1976年）、中國醫藥大學（1980年）和國立成功大學（2019年）。全部牙醫系皆為大學部，高中、高職畢業生可報考，修業六年，課程內包含見習。畢業後可考取牙醫師執照，2010年之前台灣牙醫系畢業生在取得執照考試之後就可以取得開業資格，獨立開設診所執行牙科醫療業務，但因為病患醫療權益意識高漲，在不滿台灣牙醫系畢業生考照率過高，與未經實習卻可取得開業資格擔任診所負責人的社會氛圍下，行政院衛生署在2010年公告牙醫學系應屆畢業生，必須通過「二年期牙醫畢業後一般醫學訓練計畫」，即前幾年在牙醫界引起廣泛討論的PGY2（牙醫師獨立執業前二年訓練計劃），方能取得開業資格，訓練內容則涵蓋急救處理、感染控制、一般醫事等項目。從此之後台灣牙醫系畢業生必須在PGY訓練機構包含社區牙科診所與醫院，繼續訓練兩年後可自行開設診所。牙醫學系與醫學系、中醫學系、藥學系等醫學科系一樣為台灣高中畢業生熱門主修之一，必須取得高分才有面試及錄取資格。

### 日本
日本的牙醫教育，始於1890年創立的高山齒科醫學院（今東京齒科大學）。直到2020年，設有牙醫學院（日語稱齒學部）的大學或牙醫大學（日語稱齒科大學）列表如下：
| 校名             | 所在地             | 學生數目 |
| ---------------- | ------------------ | -------- |
| 北海道大学       | 北海道札幌市北区   | 53       |
| 東北大学         | 宮城縣仙台市青葉区 | 53       |
| 東京醫科齒科大學 | 東京都文京区       | 53       |
| 新潟大学         | 新潟縣新潟市中央区 | 45       |
| 大阪大学         | 大阪府吹田市       | 53       |
| 岡山大学         | 岡山縣岡山市北区   | 53       |
| 廣島大學         | 廣島縣廣島市南区   | 53       |
| 德島大學         | 德島縣德島市       | 43       |
| 九州大学         | 福岡縣福岡市東区   | 53       |
| 長崎大学         | 長崎縣長崎市       | 50       |
| 鹿兒島大学       | 鹿兒島縣鹿兒島市   | 53       |

| 校名         | 所在地                 | 學生數目 |
| ------------ | ---------------------- | -------- |
| 九州齒科大学 | 福岡縣北九州市小倉北区 | 95       |

| 校名                       | 所在地               | （實際招生數目）計劃招生數目 |
| -------------------------- | -------------------- | ---------------------------- |
| 北海道医療大学             | 北海道石狩郡当別町   | (80) 80                      |
| 岩手医科大学               | 岩手縣紫波郡矢巾町   | (57) 73                      |
| 奥羽大学                   | 福島縣郡山市         | (96) 100                     |
| 明海大学                   | 埼玉縣坂戶市         | (120) 120                    |
| 東京齒科大学               | 東京都千代田区       | (128) 140                    |
| 昭和大学                   | 東京都品川区         | (96) 105                     |
| 日本大学齒学部             | 東京都千代田区       | (128) 130                    |
| 日本大学松戶齒学部         | 千葉縣松戶市         | (115) 130                    |
| 日本齒科大学               | 東京都千代田区       | (128) 160                    |
| 日本齒科大学新潟生命齒学部 | 新潟縣新潟市中央区   | (70) 120                     |
| 神奈川齒科大学             | 神奈川縣横須賀市     | (110) 120                    |
| 鶴見大学                   | 神奈川縣横濱市鶴見区 | (115) 120                    |
| 松本齒科大学               | 長野縣塩尻市         | (96) 120                     |
| 朝日大学                   | 岐阜縣瑞穗市         | (128) 140                    |
| 愛知学院大学               | 愛知縣名古屋市千種区 | (125) 125                    |
| 大阪齒科大学               | 大阪府大阪市中央区   | (128) 160                    |
| 福岡齒科大学               | 福岡縣福岡市早良区   | (93) 120                     |

### 韓國
韓國的牙醫教育，始於19世紀末的慶星齒科學校，即今首爾國立大學牙醫學院。直到2023年，韓國設有牙醫學院的大學如下（括號內為設立牙醫學院年份）：首爾國立大學（1962年）、延世大學（1967年）、慶熙大學（1972年）、朝鮮大學（1973年）、忠北國立大學（1978年）、慶北國立大學（1979年）、檀國大學（1979年）、圓光大學（1980年）、忠南國立大學（1981年）、釜山國立大學（1981年）和國立江陵原州大學（1992年）。

### 泰國
朱拉隆功大學牙醫學院始創於1940年，為泰國第一所牙醫學院。泰國牙醫委員會認證的牙醫學院列表在此 （页面存档备份，存于）。

### 香港
在港英時代至今，香港大學牙醫學院為本地唯一培訓牙醫的學術機構。該學院自1982年起，為香港培養牙醫。2025年起，該學院的牙醫學士學位課程畢業生需要到公營機構實習一年，方可正式註冊執業。

### 新加坡
新加坡國立大學牙醫學院是新加坡本土唯一培訓合資格牙醫的學院。該學院始創於1929年，後來於1966年升格為學院。

### 馬來西亞
馬來西亞第一所牙醫學院成立於1972年，為馬來亞大學所管理。學生畢業後授予牙醫學士學位。直到2022年，馬來西亞認可的牙醫學院如下：馬來亞大學（公立）、馬來西亞理科大學（公立）、馬來西亞國立大學（公立）、瑪拉工藝大學（公立）、馬來西亞國際伊斯蘭大學（公立）、馬來西亞伊斯蘭理科大學（公立）、亞洲醫藥大學（私立）、檳城國際牙科學院（私立）、國際醫藥大學（私立）、瑪沙大學（私立）、馬來西亞馬尼帕爾大學學院（私立）、世紀大學（私立）和林肯大學學院（私立）。

### 中國大陸
1919年，牙學院在華西協合大學成立，成為中國史上第一所專門培訓牙醫的學院。中華人民共和國成立後，於1960年設立湖北醫科大學口腔醫學院。後來成為武漢大學口腔醫學院。在中國眾多口腔醫學院當中，名列前茅的如下（排名不分先後）：
- 四川大學
- 北京大學
- 中山大学
- 武汉大学
- 山东大学
- 上海交通大学
- 南京医科大學
- 河北医科大学
- 首都医科大学
- 华中科技大学

### 加拿大
1875年，皇家安大略牙醫學院（今多倫多大學牙醫學院）開校，為加拿大第一所牙醫學院。直到2023年，設有牙醫學院的大學如下：多倫多大學、西安大略大學、亞伯達大學、明尼托巴大學、卑詩大學、麥吉爾大學、蒙特利爾大學、戴爾豪斯大學、薩斯喀撒溫大學和拉瓦爾大學。

### 美國
1840年，巴爾的摩牙醫學院（今馬里蘭大學牙醫學院）開校，為美國第一所牙醫學院。具體的美國牙醫學院列表在此 （页面存档备份，存于）。

### 英國
1859年，倫敦牙醫學校（今倫敦國王學院牙醫、口腔及顱面科學學院）開校，為英國史上第一所牙醫學校。直到2023年，設有牙醫學院的英國大學如下：格拉斯哥大学、邓迪大学、
伦敦大学玛丽女王学院、纽卡素大学、卡迪夫大学、布里斯托爾大學、谢菲尔德大学、曼彻斯特大学、倫敦國王學院、伯明翰大学、贝尔法斯特女王大学、利兹大学、鴨巴甸大学、利物浦大学、中央兰开夏大学和普利茅斯大学。

### 澳洲
1901年，悉尼牙醫學校（今悉尼大學牙醫學院）開校，為澳洲第一所牙醫學校。直到2023年，設有牙醫學院的大學如下：雪梨大學、查爾斯特大學、墨爾本大學、樂卓博大學、阿德萊德大學、昆士蘭大學、詹姆士庫克大學、格里菲大學和西澳大學。

### 新西蘭
1907年，新西蘭第一所牙醫學校、今奧塔哥大學牙醫學院開校。直到2023年，新西蘭共有3所設有牙醫學院的大學：奧塔哥大學、奧克蘭大學和梅西大學。

### 愛爾蘭共和國
1884年，愛爾蘭第一所牙醫學校於都柏林開校。直到2023年，愛爾蘭共和國有兩所牙醫學院：都柏林聖三一學院和科克大學學院。2025年，愛爾蘭皇家外科醫學院開辦牙醫學士學位課程。

### 馬爾他
第一個牙醫學位課程在1933年於馬爾他大學開設，後來於1954年升格為牙醫學院。

### 印度
1920年，第一所牙醫學院、拉菲丁•艾哈邁德牙醫學院暨醫院於加爾各答開設，現附屬於西孟加拉健康科學大學。具體的牙醫學院列表在此 （页面存档备份，存于）。

### 巴基斯坦
巴基斯坦的公立牙醫學院名單 （页面存档备份，存于）和私立牙醫學院名單 （页面存档备份，存于）。巴基斯坦西醫和牙醫委員會（根據《2022年巴基斯坦西醫和牙醫委員會法》成立）負責監管國內的西醫和牙醫。

### 波蘭
1903年，第一所牙醫學院成立，並曾持續運作幾十年。2000年，牙醫學院重新組建，成為亞捷龍大學醫學院的一部份。

### 西班牙
1914年，第一所牙醫學院於今馬德里康普頓斯大學成立。

### 立陶宛
20世紀初，第一個附屬於醫學院的牙醫課程在當時的立陶宛大學（醫學院牙醫課程部份屬今立陶宛健康科學大學牙醫學院）成立。該國另一所牙醫學院設於維爾紐斯大學。

### 菲律賓
1912年，第一所得到認可的牙醫學院在馬尼拉成立。菲律賓牙醫學院名單在此 （页面存档备份，存于）。

### 孟加拉
直到2023年，孟加拉共有四所提供牙醫課程的大學，分別是達卡大學、吉大港醫科大學、拉傑沙希醫科大學和錫爾赫特醫科大學。這四所大學在全國各地均有附屬醫院暨學院。

## 外部連結
- 台北醫學大學牙醫學系大學部核心能力與配合課程表